# Alajärvi
Alajärvi là một đô thị của Phần Lan.
Vị trí ở tỉnh Tây Phần Lan trong vùng Nam Ostrobothnia. Đô thị này có dân số 8812 (31.8.2008) và diện tích 768,37 km² trong đó có 30,19 km² là diện tích mặt nước. Mật độ dân số là 12,4 người trên mỗi km².
Dân đô thị này chỉ sử dụng tiếng Phần Lan